# Roger Machin
Pour les articles homonymes, voir Machin.
Roger Machin est un arbitre international français de football né le 28 mai 1926 à Montchanin et mort à Pont-à-Mousson le 17 janvier 2021.
Il est arbitre de la Ligue du Nord-Est, interrégional, arbitre fédéral et international en 1967. Il arbitre de nombreux matches internationaux de très haut niveau, comme le match aller de la Coupe intercontinentale 1969, ou Angleterre-Tchécoslovaquie durant la Coupe du monde de football de 1970.
Il arbitre la finale de Coupe de France en 1969.